# نبرد گونان
نبرد گونان (به کره‌ای: 건안성 전투) یکی از درگیری‌های مهم در جریان جنگ نخست گوگوریو–تانگ بود که در پاییز سال ۶۴۵ میلادی رخ داد. این نبرد اگرچه به اندازه محاصره دژ آنشی شهرت ندارد، اما نقشی حیاتی در شکست نهایی لشکرکشی امپراتور تایزونگ به گوگوریو ایفا کرد. مقاومت سرسختانه مدافعان این دژ، مسیر عقب‌نشینی ارتش تانگ را مسدود کرد و به شکست استراتژیک آن‌ها منجر شد.

## پیش‌زمینه
در بهار سال ۶۴۵ میلادی، امپراتور تای‌زونگ از تانگ، یکی از قدرتمندترین امپراتوران تاریخ چین، شخصاً یک لشکرکشی عظیم را برای فتح پادشاهی گوگوریو آغاز کرد. ارتش تانگ در ابتدا موفقیت‌هایی کسب کرد و چندین قلعه مرزی گوگوریو را در منطقه لیائودونگ تسخیر نمود.
استراتژی اصلی تانگ بر این بود که با تسخیر سریع قلعه‌های کلیدی، راه را برای پیشروی به سمت پایتخت گوگوریو، یعنی پیونگ‌یانگ، باز کند. ارتش تانگ پس از موفقیت‌های اولیه، به جای درگیر شدن با تمام قلعه‌ها، تصمیم گرفت برخی از آن‌ها مانند قلعه گونان را دور زده و مستقیماً به سراغ قلعه استراتژیک آنسی برود. آن‌ها تصور می‌کردند که با سقوط آنسی، قلعه‌های کوچک‌تر مانند گونان نیز به راحتی تسلیم خواهند شد.

## شرح نبرد
ارتش تانگ ماه‌ها قلعه آنسی را محاصره کرد اما با مقاومت شجاعانه مدافعان به رهبری یانگ مانچون، در تسخیر آن ناکام ماند. با فرارسیدن پاییز و نزدیک شدن زمستان سخت منطقه، آذوقه ارتش تانگ رو به اتمام بود و روحیه سربازان به شدت تضعیف شده بود. امپراتور تای‌زونگ که با خطر گرفتار شدن در سرمای کشنده و کمبود تدارکات مواجه بود، چاره‌ای جز صدور فرمان عقب‌نشینی ندید.
اما مشکلی بزرگ بر سر راه بود: قلعه گونان که ارتش تانگ در مسیر پیشروی خود آن را نادیده گرفته بود، اکنون دقیقاً در مسیر عقب‌نشینی آن‌ها قرار داشت. مدافعان گونان، برخلاف انتظار تانگ، نه تنها تسلیم نشده بودند بلکه کاملاً آماده دفاع بودند.
امپراتور تای‌زونگ به ژنرال خود، لی شیجی، دستور داد تا با بخشی از نیروها به قلعه گونان حمله کرده و راه را برای عبور امن ارتش اصلی باز کند. نیروهای تانگ که از محاصره طولانی و بی‌ثمر آنسی خسته و فرسوده بودند، حملاتی را به دیوارهای قلعه گونان ترتیب دادند. با این حال، مدافعان گوگوریو با روحیه‌ای بالا و عزمی استوار به شدت مقاومت کردند. آن‌ها از تمام توان خود برای دفع حملات استفاده کرده و تلفات قابل توجهی به نیروهای مهاجم وارد آوردند.
شکست در تسخیر سریع گونان، ارتش تانگ را در موقعیتی بسیار خطرناک قرار داد. آن‌ها نه راه پیش داشتند و نه راه پس. این تأخیر باعث شد که سرمای زمستان زودتر از انتظار فرا برسد و عقب‌نشینی تانگ به یک فاجعه تمام‌عیار تبدیل شود. بسیاری از سربازان به دلیل سرمازدگی، گرسنگی و حملات چریکی مداوم نیروهای گوگوریو در طول مسیر باتلاقی و سخت لیائودونگ جان خود را از دست دادند.

## تصویرسازی مدرن
- «یون گه‌سومون (مجموعه تلویزیونی)»، اس‌بی‌اس، ۲۰۰۶ ~ ۲۰۰۷